# Katsey
Katsey (danas su poznati kao Katzie), pleme Stalo (Stó:lō) Indijanaca, šira skupina Cowichan, porodica salishan, koji su živjeli u selima Seltsas i Shuwalethet kod jezera Pitt Lake i rijeci što se ulijeva u donji Fraser. Godine 1904 bilo ih je 97.
Njihova populacija danas iznosi oko 460, na rezervama Katzie Reserve No. 1 (Pitt Meadows); Katzie Reserve No. 2 (Langley); Katzie Reserve No. 3 (Barnston Island); Katzie Reserve No. 4 (Coquitlam); Katzie Reserve No. 5 (Maple Ridge, groblje)